# Treenighedskirken (Roskilde)
 For alternative betydninger, se Treenighedskirken. (Se også artikler, som begynder med Treenighedskirken)
Treenighedskirken var den første kirke på det sted, hvor Roskilde Domkirke ligger i dag.
Kirken var bygget af træ og blev efter sigende opført af Harald Blåtand omkring år 985. Harald blev ifølge udsagn hos Adam af Bremen genbegravet i kirken. Der er dog ikke fundet arkæologisk evidens for, at en sådan begravelse skulle have fundet sted. I 1000-tallet blev trækirken revet ned og erstattet af en sten-kirke i frådsten. Godt 100 år senere i 1100-tallet blev sten-kirken også revet ned, herefter blev den nuværende Roskilde Domkirke opført.
I 1026 blev Ulf Jarl myrdet i kirken.